# Пожежа в таборі «Вікторія»
«Вікторія» — муніципальний дитячий оздоровчо-спортивний табір в Одесі. У ніч на 16 вересня 2017 року в таборі спалахнула пожежа. Тоді в корпусі перебували 42 дитини. Троє з них — Соня Мазур, Настя Кулініч і Сніжана Арпентій — загинули під час цієї пожежі. Дівчаткам було 8, 9 і 12 років.
Пожежа в таборі «Вікторія» виникла близько 23:30, вогонь повністю знищив двоповерховий дерев'яний будинок. Після гасіння пожежі рятувальники виявили обгорілі рештки двох дітей, пізніше на попелищі знайшли останки третьої загиблої дівчинки. Також двоє дітей 2006 р. н. були госпіталізовані. Під час евакуації з корпусу різні травми отримали й інші діти — деяким довелося стрибати з другого поверху. Після пожежі в Одесі оголосили дводенний траур.
Прем'єр-міністр України Володимир Гройсман заявив, якщо буде встановлено факт халатності людей, які  відповідали за безпеку в закладі, всі винні будуть жорстко покарані.
Після пожежі перед мерією проходили акції протестів, під час яких вимагали відставки мера Геннадія Труханова і відповідальних за роботу табору чиновників. Один із протестів закінчився сутичками і десятками травмованих.

## Причини трагедії
Офіційна пожежно-технічна експертиза попелища, що залишився від спального корпусу дитячого табору «Вікторія», нічого конкретного не показала. Фахівці стверджували: пожежа була настільки сильною, що точну причину загоряння встановити було неможливо. У документі говорилося про чотири версії виникнення пожежі: занесення вогню ззовні (підпал), розігрітий предмет (наприклад, кип'ятильник), відкритий вогонь (наприклад, свічка) і коротке замикання електрообладнання.
Згодом батьки загиблої Соні Мазур через суд залучили до розслідування пожежі у таборі «Вікторія» команду міжнародних експертів. Вони встановили ймовірну причину виникнення пожежі — кип'ятильник, який залишили ввімкненим у кімнаті однієї з виховательок.
Міжнародні експерти також встановили, що проєкт реконструкції табору не відповідав елементарним будівельним нормам. По-перше, компанія, яка зводила нові корпуси, використовувала заборонені будівельні матеріали. Експерти встановили, наприклад, що перегородки в дерев'яних будинках — із сильно горючих матеріалів, замість негорючого гіпсокартону.
По-друге, вогонь розповсюджувався миттєво через незаповнені проміжки між стінами та перегородками в будиночку.
|  | «Гарячі гази, які піднімалися під час процесу горіння, вільно просувалися на значні дистанції. Отже, вогонь отримував набагато більше повітря», — йдеться у висновку. |

По-третє, згідно з нормами під час будівництва корпусів деревину повинні були обробити спеціальною речовиною, яка б уповільнила розповсюдження вогню. На такі роботи міська влада витратила понад мільйон гривень. Однак дослідження міжнародних експертів показали, що речовину нанесли лише тонким шаром, а місцями на зрубах вона взагалі була відсутня.

## Розслідування пожежі в таборі «Вікторія»
Реального вироку досі ніхто й не отримав. 18 вересня 2017 року Київський районний суд Одеси заарештував директора табору Петроса Саркісяна та виховательку Наталю Янчик, яка була відповідальною за пожежну безпеку установи. 24 квітня 2018 року Янчик засудили до трьох років позбавлення волі з випробувальним терміном тривалістю два роки. Саркісян і досі перебуває у СІЗО.
Свого часу Генпрокурор Юрій Луценко у спілкуванні із ЗМІ окреслив коло осіб, які мають відповідати за трагедію у таборі «Вікторія»:
|  | Наскільки знаю, до відповідальності в трагедії у "Вікторії" залучаються заступник мера, що мала стежити за технічним станом об'єктів, директор табору, співробітниця, яка відповідала за пожежний стан, керівник відділу ДСНС та інспектор, який проводив перевірку. Мені здається, це досить правильне коло осіб, які виконують державні або муніципальні функції щодо забезпечення здоров'я і життя дитини. Вони з ними не впоралися і мають відповісти за законом, — заявив Луценко. |

Проте всі посадовці одеської міськради, яких після трагедії відсторонили, повернулися на роботу. Ні до тих, хто реконструював «Вікторію», ні до тих, хто виводив кошти з проєкту, ні до тих, хто приймав заклад в експлуатацію в офіційного слідства претензій немає.
Журналісти розслідувальної агенції Слідства. Інфо провели власне журналістське розслідування про трагедію у таборі «Вікторія», під час якого з'ясували, що кримінал в цій історії почався ще задовго до пожежі.
По-перше, у 2016 році, за рік до пожежі, будівельна інспекція заборонила зводити нові корпуси «Вікторії».
По-друге, нові дерев'яні будинки одеська мерія узаконила лише навесні 2017-го. Напередодні візиту президента. На той момент у корпусах без жодних документів уже рік відпочивали діти.
По-третє, якщо вірити офіційним документам, табір побудували за один день. Це організував посадовець Одеської міськради Олександр Авдєєв.  Управління, яке він очолює, 15 травня 2017 року дало повторний дозвіл на будівництво і вже на наступний день, 16 травня, прийняло табір в експлуатацію.
По-четверте, проєкт оновленої «Вікторії» не відповідає елементарним будівельним нормам. Експерт Анатолій Рожков запевняє: будиночки мали бути одноповерховими, а не двоповерховими.
|  | «І, як показали трагічні підсумки цієї пожежі, всі жертви — на другому поверсі. Тому що вони не були вчасно сповіщені. І, самі розумієте, евакуюватися з другого і з першого поверху – це різні речі», — пояснив Рижков. |

9 серпня 2019 року у табір «Вікторія» знову заселили дітей. Першу зміну сформували зі 103 дітей переважно пільгових категорій, які будуть відпочивати у таборі до 29 серпня. При цьому поселили дітей у кам'яних корпусах, у яких влітку 2019 року пройшов капітальний ремонт. Дерев'яні корпуси табору, в одному з яких у 2017 році сталася пожежа, залишаються під арештом.
15 червня 2020 Батьки трьох дівчаток, які загинули під час пожежі в таборі «Вікторія» 16 вересня 2017 року, подали в суд на одеську обласну поліцію і прокуратуру через те, що майже за 3 роки розслідування так і не встановлено причину пожежі.
«Вже минуло майже три роки з дня трагедії, а головна обставина, яка впливає на інші розслідування, можливість залучення до відповідальності винних осіб — відсутня»
У зв'язку з цим позивачі вимагають компенсувати їм моральні збитки в розмірі майже 18,7 млн грн.